# Spooky Buddies – Der Fluch des Hallowuff-Hunds
Spooky Buddies – Der Fluch des Hallowuff-Hunds (Originaltitel: Spooky Buddies) ist ein US-amerikanischer Walt-Disney-Familienfilm von Robert Vince aus dem Jahr 2011. Es handelt sich um den fünften Teil einer Spin-off-Filmreihe zur Reihe Air Bud – Champion auf vier Pfoten.

## Handlung
Im Jahr 1937 will der Hexenmeister Warwick der Stadt Fernfield beweisen, wie mächtig er ist. Dazu hat er fünf Beaglewelpen gekidnappt, die er dem bösen Höllenhund, opfern will. Das Portal zur Unterwelt öffnet sich aber nur bei Halloween, wenn es die Seelen von fünf Welpen desselben Blutes bekommt. Pip, einer der Welpen, gehört Joseph, der sich zusammen mit seinem Vater und anderen mutigen Männern der Stadt aufgemacht hat, das Herrenhaus zu stürmen und seinen Welpen zurückzuholen. Da der Höllenhund die Seelen von Pips Geschwistern bereits geholt und ihn selbst schon zu Stein verwandelt hat, können die Männer ihn nicht mehr retten. Während Warwick in die Unterwelt entkommt, bleibt Pips Geist zurück, was jedoch niemand bemerkt hat. Aufgrund der Vorkommnisse wurde das Haus mit Brettern vernagelt und von niemanden wieder betreten.
75 Jahre später sind die Golden Retrieverwelpen Rosebud, Budderball, Mudbud, B-Dawg und Buddha mit ihren Besitzern Alice, Billy, Pete, Sam und Bartleby zu Halloween auf einem Schulausflug. Während die Kinder einen Vortrag der Lehrerin lauschen, erkunden die Buddies das Haus. Der Legende nach, soll man dreimal das Wort „Hallowuff-Hund“ vor Warwicks Spiegel aussprechen, um den Höllenhund heraufzubeschwören. Der ängstliche B-Dawg versucht sein Selbstbewusstsein zu stärken, indem er dies tut. Pip, der Geisterwelpe will die Buddies noch zu warnen, aber B-Dawg beendet trotzdem den Zauberspruch. Aus Furcht vor Pip rennen alle Buddies aus dem Haus, zurück zur Klasse, wo Billy, B-Dawgs Besitzer, gerade von seiner Lehrerin ermahnt wird, dass er sein Geschichtsreferat noch immer nicht abgegeben hat. Kurzerhand beschließt Billy, es über Warwick den Hexenmeister zu halten. Mit Hilfe von Sheriff Dan leiht sich Billy Unterlagen über den Hexenmeister und Materialien die Warwick bei seiner Flucht zurückgelassen hatte, so auch seinen Hexenstab und das Zauberbuch.
Zum Abend wollen die Kinder verkleidet von Haus zu Haus gehen, um Süßigkeiten am Halloweenabend zu sammeln. Da Billys Mutter versehentlich ein falsches Kostüm gekauft hatte, beschließt der Junge den coolen Zauberstab zu nutzen und sich als Warwick zu verkleiden. Zusammen mit seinen Freunden und den Hunden, die sich alle ebenfalls kostümiert haben, ziehen sie durch die Stadt auf ihrer Jagd nach „Süßes oder Saures“. Da es dunkelt, können nun Warwick und der Höllenhund endlich den Spiegel verlassen. Eulengehilfe Huhu, verrät ihnen, dass der Stab in den Händen von Billy ist. Warwick macht sich sofort auf die Suche nach dem Jungen und durchforstet die Straßen, wo ihm überall die verkleideten Kinder begegnen, was ihn sehr verwirrt. Er schickt den Höllenhund aus, um neue fünf Welpen zu finden, die seinen Fluch beenden sollen. So versucht auch Pips Geist die Buddies zu finden, um sie vor dem Höllenhund zu warnen. Als sie den Geist erblicken, laufen sie erst einmal vor ihm davon, lassen sich aber durch Zelda, einem kleinen Zauberhund, von der Gutartigkeit des Geistes überzeugen. Bei ihrer Flucht vor dem Höllenhund, wenden sich die Buddies an den Polizeihund Sniffer, doch dieser wird kurzerhand von ihrem Verfolger zu Stein verwandelt. Zelda führt Pip und die Buddies zum Friedhof, wo sich die Steinfigur von Pip befindet. Mit einem Zauberspruch gelingt es ihr, Pip seinen Körper zurückzugeben. Doch der Höllenhund findet die Welpen und verwandelt nun Zelda zu Stein. Er nimmt die Buddies und Pip gefangen und bringt sie zum alten Herrenhaus.
Billy will mit dem Jungen von damals Kontakt aufnehmen, um ihm für sein Referat Fragen zu stellen. Dabei begegnet ihm Warwick und erkennt, dass er der echte Hexenmeister ist. Billy kann ihn zunächst mithilfe des Zauberstabs außer Gefecht setzen, doch gibt Warwick nicht auf und rekrutiert einen Gehilfen. Nachdem es Warwick gelingt, den Zauberstab zurückzubekommen verwandelt er Sheriff Dan und will die Kinder zwingen ihm zu verraten, wo sich das Zauberbuch befindet. Aus dieser gefährlichen Situation werden sie von Joseph Johnson gerettet, dem als Kind Pips gehört hat. Er führt die Kinder in die Kirche, wo sie vor dem Zauberer sicher sind. Warwick stellt ihnen ein Ultimatum: ihm das Zauberbuch für ihre Welpen auszuhändigen. Doch der Höllenhund hat bereits seine eigenen Pläne und will die fünf Geschwister sofort als Opfer. Da meldet sich Pip freiwillig, er solle nur ihn nehmen, denn seine Geschwister wären ja schon in seiner Gewalt und er bräuchte doch nur noch ihn. Das nimmt der Höllenhund an und verwandelt Pip wieder zu Stein. Sogleich werden die Seelen der Unterwelt frei und verlassen den Spiegel, der das Portal dorthin ist. Sie verwandeln alle, die sie in der Stadt treffen in Zombies. Den Kindern gelingt es Warwick zu überlisten und ihm den Zauberstab wieder wegzunehmen. Die Buddies ihrerseits schaffen es, den Höllenhund auszutricksen, sodass er sich selbst in Stein verwandelt. Als Billy einen Spruch aus dem Zauberbuch liest, kommen die bösen Geister zurück und fliegen wieder in den Spiegel. Warwick selbst wird von Mr. Johnson in den Spiegel gestoßen und verschwindet. Damit er nie wieder zurückkommen kann, zerschlägt er auch den Zauberstab und den Spiegel. In diesem Moment verwandelt sich alle verzauberten Menschen und Tiere in ihre Form zurück und auch Pips Geschwister sind wieder erlöst. So ist Mr. Johnson nach 75 Jahren wieder mit Pip zusammen und auch die Kinder sind wieder mit ihren Buddies vereint. Sie verabschieden sich von Mr. Johnson, der die Besitzer von Pips Geschwistern ausfindig gemacht hat und nun mit einem Wohnwagen durch Amerika reisen will, um jedem seinen Hund zurückzubringen. Die Buddies verabschieden sich von Pip, der ihnen dafür dankt, dass sie ihm geholfen haben, Warwick zu besiegen und seine Geschwister zu erlösen.

## Hintergrund
Die Dreharbeiten dieser Walt-Disney-Direct-to-DVD-Produktion erfolgten in Vancouver in Kanada. In Deutschland kam die DVD am 13. Oktober 2011 auf den Markt.

## Kritik
Kino.de wertete: „Nicht nur die Abenteuer von Action- und Horrorhelden finden in der Filmwelt ihre Fortsetzungen, auch kleine Hunde kommen bei Bedarf und Gefallen manchmal wieder. Die ‚Buddies‘, fünf reizende Retriever-Welpen aus der Disney-Factory, waren schon Schlittenhunde in Alaska und Astronauten im Weltall, bevor sie es nun auch mal mit bösen Zauberern und grimmigen Höllenhunden zu tun bekommen in diesem gutmütigen, kurzweiligen Gruselspäßchen mit tricktechnischen Effekten, die an ‚Casper‘, den auch schon freundlichen Geist, erinnern. Kindgerecht.“
Cinema meinte dagegen: „Harmloser Grusel mit den sprechenden, kostümierten Welpen. Fazit: Süße Welpen gehen immer? Hier nicht. Jaul!“

## Synchronisation
| Rolle          | Original-Darsteller/Sprecher | Deutsche Stimme          |
| -------------- | ---------------------------- | ------------------------ |
| Warwick        | Harland Williams             | Matthias Klie            |
| Mr. Johnson    | Rance Howard                 | Erich Ludwig             |
| Frankendude    | Pat Finn                     | Ole Pfennig              |
| Sheriff Dan    | Philipp Brammer              | Michael Teigen           |
| Alice          | Sierra McCormick             | Felicitas Bauer          |
| Billy          | Skyler Gisondo               | Leonard Rosemann         |
| Sam            | Jake Johnson                 | Manuel Scheuernstuhl     |
| Sheriff Jim    | Frank C. Turner              | Reinhard Brock           |
| B-Dawg         | Skyler Gisondo               | Lukas Meyer              |
| Rosebud        | G. Hannelius                 | Lara Wurmer              |
| Budderball     | Nico Ghisi                   |                          |
| Mudbud         | Ty Panitz                    |                          |
| Buddha         | Charles Henry Wyson          |                          |
| Hallowuff-Hund | Diedrich Bader               | Gudo Hoegel              |
| Deputy Sniffer | Tim Conway                   | Reinhard Glemnitz        |
| Eule Huhu      | Ryan Stiles                  | Hubertus von Lerchenfeld |